# 天市左垣八
天市左垣八（巨蛇座η），也稱為東海，是在88星座的巨蛇座中的一顆恆星。比較特別是它位於尾部，視星等為3.26等，是巨蛇座的第二亮星，肉眼就可以看見。視差測量估計它與地球的距離是60.5光年（18.5秒差距）。

這顆恆星比太陽大，質量為太陽的2倍，直徑是太陽的6倍。光譜與分類的K0 III-IV吻合，光度分類對應於恆星演化階段的次巨星和巨星。膨脹的恆星外層光度在有效溫度4,890K是太陽的19倍。在這個溫度下，它有典型的K型恆星的橙色色調。它有週期為0.09日的類太陽震盪 。
天市左垣八以前被歸類為碳星，這使它成為天空中最亮的碳星但目前已經知道這種分類是錯誤的。
天市左垣八目前距離葛利斯710只有1.6光年。

## 名稱
在中國，這顆恆星屬於星官天市左垣 ，意思是天上市場左邊的城牆，也是中國舊有的11個諸侯屬地之一。天市左垣包含的恆星有巨蛇座η、武仙座δ、武仙座λ、武仙座μ、武仙座ο、武仙座112、蛇夫座η、寶瓶座ζ、巨蛇座θ1、蛇夫座ν和蛇夫座ξ 。因此，它也稱為天市左垣八 (，意思是天上市場左側第八顆恆星，對應於東海的地區，可能就是指中國的東海 。